# Asplenium verulaceum
Asplenium verulaceum là một loài dương xỉ trong họ Aspleniaceae. Loài này được Moore ex Hook. mô tả khoa học đầu tiên năm 1860.
Danh pháp khoa học của loài này chưa được làm sáng tỏ. 